# Alfons d'Aragó i de Portugal
Alfons d'Aragó i de Portugal (Sogorb, 1489 - El Puig de Santa Maria, 16 d'octubre de 1563) va ser un noble del casal d'Aragó, duc de Sogorb i comte d'Empúries entre 1522 i 1562. Va ser, de fet, el II duc de Sogorb, succeint al seu pare, i va viure en aquesta vila gairebé sempre, com va fer el seu pare. Era fill d'Enric d'Aragó, conegut com a «Infant Fortuna», descendent dels Trastàmara aragonesos, i de Guiomar de Portugal. Es va casar amb Joana de Cardona el 30 d'abril de 1516 a la catedral de Sogorb. Amb aquest matrimoni es van unir la casa de Sogorb i la de Cardona, que des d'ençà aleshores es farien anomenar Aragó Folch de Cardona. La política matrimonial familiar, va ser unir les seves filles amb alts càrrecs i aristòcrates d'altres regnes, com el duc d'Alba, el comte d'Aranda o Vespasià Gonzaga.

## Descendència
De la unió amb Joana, van néixer:
- Ferran (1533-?)
- Alfons (1536-1550)
- Joan (1537)
- Francesc Ramon (1539-1572) III duc de Sogorb
- Guiomar (1540 - 1557), casada amb Fadrique de Toledo, duc d'Alba
- Joana (1542-1608), IV duquessa de Sogorb
- Anna (ca. 1540-1567), casada amb Vespasiano I Gonzaga
- Francesca, morta jove
- Beatriu, morta jove
- Isabel (?) casada amb Juan Ximenes de Urrea, comte d'Aranda
- Magdalena (?-1623), casada en 1576 amb Diego Hurtado de Mendoza y de la Cerda.
- Maria, morta jove
- Jerònima, morta jove

Tingué dos fills il·legítims:
- Pere (?-1597), bisbe de Lleida, de Vic i de Jaca.
- Dídac (?-1554)

El 1562 a la seva mort fou succeït pel seu fill quart Francesc I d'Empúries.